# Vauchignon
Vauchignon era una comuna francesa situada en el departamento de Côte-d'Or, de la región de Borgoña-Franco Condado, que el 1 de enero de 2017 fue suprimida al fusionarse con la comuna de Cormot-le-Grand, formando la comuna nueva de Cormot-Vauchignon.

## Demografía
| Gráfica de evolución demográfica de Vauchignon entre 1800 y 2014 |
|                                                                  |

Los datos demográficos contemplados en este gráfico de la comuna de Vauchignon se han cogido de 1800 a 1999 de la página francesa EHESS/Cassini, y los demás datos de la página del INSEE.